# 대한민국 대검찰청
대검찰청(大檢察廳)은 검사의 검찰 사무를 수행하고 각종 사건수사 및 전국의 검찰청을 지휘·감독하는 대한민국의 검찰기관이다.

## 연혁
- 1945년 9월 12일: 미 군정 대법원 산하 검사총장과 차석검사를 임명하여 검사 분야를 판사, 변호사 등과 별도로 운영하기 시작
- 1946년 8월 10일: 미 군정 대법원에서 독립, 대검찰청 설치
- 1948년 8월 2일: 법무부의 소속기관으로 대검찰청을 설치.[2]

## 조직
| 부                     | 담당관실·과                                                      |
| ---------------------- | ---------------------------------------------------------------- |
|                        |                                                                  |
| 검찰총장 산하 하부조직 |                                                                  |
| 대변인실               |                                                                  |
| 검찰연구관실           |                                                                  |
| 차장검사 산하 하부조직 |                                                                  |
| 사무국                 | 운영지원과ㆍ복지후생과ㆍ비상안전담당관실                         |
| 인권정책관실           | 인권기획담당관실ㆍ인권감독담당관실ㆍ양성평등정책담당관실         |
| 범죄정보기획관실       | 범죄정보1담당관실ㆍ범죄정보2담당관실                             |
|                        | 형사정책담당관실ㆍ국제협력담당관실                               |
| 기획조정부             | 정책기획과ㆍ정보통신과                                           |
| 반부패부               | 반부패기획관실ㆍ반부패1과ㆍ반부패2과ㆍ반부패3과                  |
| 형사부                 | 선임연구관실ㆍ형사1과ㆍ형사2과ㆍ형사3과ㆍ형사4과                 |
| 마약·조직범죄부        | 마약·조직범죄기획관실ㆍ마약과ㆍ조직범죄과ㆍ범죄수익환수과        |
| 공공수사부             | 공공수사기획관실ㆍ공안수사지원과ㆍ선거수사지원과ㆍ노동수사지원과 |
| 공판송무부             | 공판1과ㆍ공판2과ㆍ집행과                                         |
| 과학수사부             | 법과학분석과ㆍ디엔에이·화학분석과ㆍ디지털수사과ㆍ사이버수사과    |
| 감찰부                 | 감찰1과ㆍ감찰2과ㆍ감찰3과                                        |

## 정원
대검찰청에 두는 공무원의 정원은 다음과 같다.
| 총계      | 총계              | 594명 |
| --------- | ----------------- | ----- |
| 검사 계   | 검사 계           | 77명  |
|           | 검찰총장          | 1명   |
|           | 차장검사          | 1명   |
|           | 대검찰청 검사     | 8명   |
|           | 검사              | 67명  |
| 일반직 계 | 일반직 계         | 517명 |
|           | 고위공무원단      | 1명   |
|           | 3급 이하 5급 이상 | 80명  |
|           | 6급 이하          | 431명 |
|           | 전문경력관        | 5명   |

## 같이 보기
- 검찰총장
- 차장검사
- 검찰청
- 대법원